# تیبو پیر
تیبو پیر (انگلیسی: Thibault Peyre؛ زادهٔ ۳ اکتبر ۱۹۹۲) بازیکن فوتبال اهل فرانسه است.
از باشگاه‌هایی که در آن بازی کرده‌است می‌توان به باشگاه فوتبال لیل و باشگاه فوتبال تولوز اشاره کرد.